# Dark Age (MMORPG)
Dark Age (в закрытом бета-тестировании известная как Forsaken World) — free-to-play 3D MMORPG про вампиров и оборотней, вышедшая в 2011 году, разработанная китайской компанией Beijing Perfect World. В СНГ с 2013 по 2016 год оперировалась компанией Nival (zzima.com). Является спин-оффом игры Perfect World.